# Ampelodesmos
Ampelodesmos, monotipski rod trava smješten u vlastiti tribus Ampelodesmeae, dio je novog nadtribusa Stipodae, potporodica Pooideae. Jedina vrsta A. mauritanicus raširena je po zemljama Mediterana, u Europi (Španjolska, Francuska, Italija i Grčka), uključujući otoke Baleare, Siciliju i Sardiniju, te u Africi (Maroko, Alžir, Tunis, Libija).
A. mauritanicus je trajnica. Na njezinom izvornom području od njezinih vlakana izrađuju se konopci, tepihi i metle. Uvezena je i u Kaliforniju i Portugal. Uzgaja se i kao ukrasna biljka.
- A. mauritanicus
- A. mauritanicus
- Passer domesticus na travi A. mauritanicus, kod Pariza